# Cottus scaturigo
Cottus scaturigo és una espècie de peix pertanyent a la família dels còtids.

## Descripció
- Fa 6 cm de llargària màxima.[1]

## Reproducció
Assoleix la maduresa sexual en arribar a un 1 any d'edat. La fresa s'esdevé al març.

## Hàbitat
És un peix d'aigua dolça, bentopelàgic i de clima temperat.

## Distribució geogràfica
Es troba a Europa: Itàlia.

## Observacions
És inofensiu per als humans.